# Pleuridium valetonii
Pleuridium valetonii là một loài rêu trong họ Ditrichaceae. Loài này được M. Fleisch. mô tả khoa học đầu tiên năm 1923.